# Ha-Noar ha-Oved ve-ha-Lomed
Ha-Noar ha-Oved ve-ha-Lomed (en hebreu: הנוער העובד והלומד) (en català: els joves estudiants i treballadors) és un moviment juvenil sionista, fundat el 1924 al territori de Palestina. El moviment va ser creat en una conferència, a la qual van participar diversos grups relacionats amb la idea del sionisme i el socialisme, amb representants de les ciutats de Tel-Aviv, Jerusalem, Haifa, Pétah Tiqvà i Kfar Saba. El moviment és format per grups que representen les diverses poblacions que viuen a Israel: els àrabs, drusos, beduïns, membres del Quibuts, residents dels Moixav, de les ciutats, de les zones en desenvolupament, i de les zones urbanes.
Els valors fonamentals ideològics del moviment són: el sionisme, el socialisme, la pau i la democràcia. Dirigeix diversos programes de formació professional, grups de defensa dels drets humans, centres juvenils i de convalescència, contribueix a les activitats de desenvolupament comunitari dins de les minories a Israel, per millorar les condicions de vida de les poblacions desfavorides i la integració dels joves immigrants.

## Galeria d'imatges

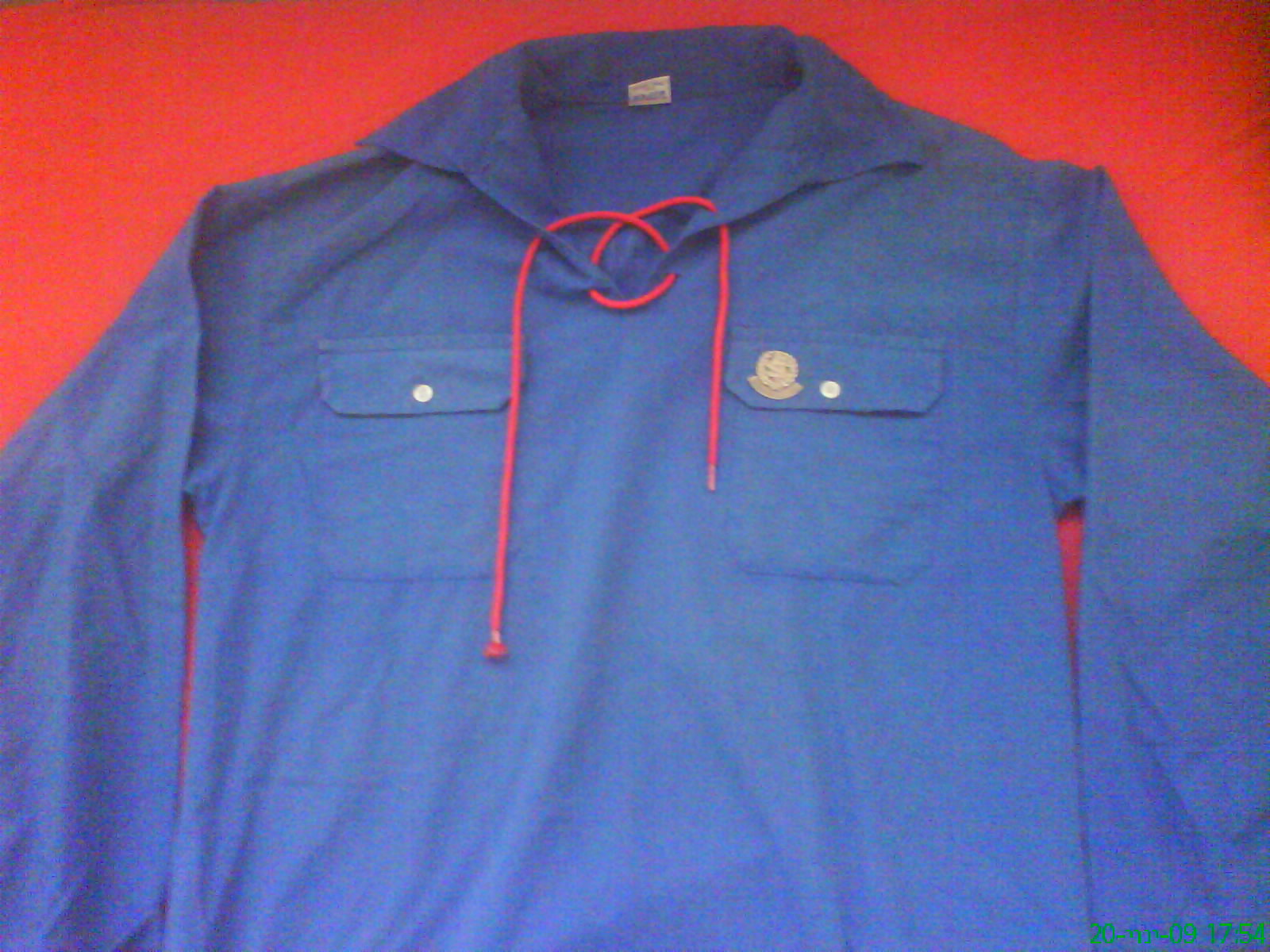
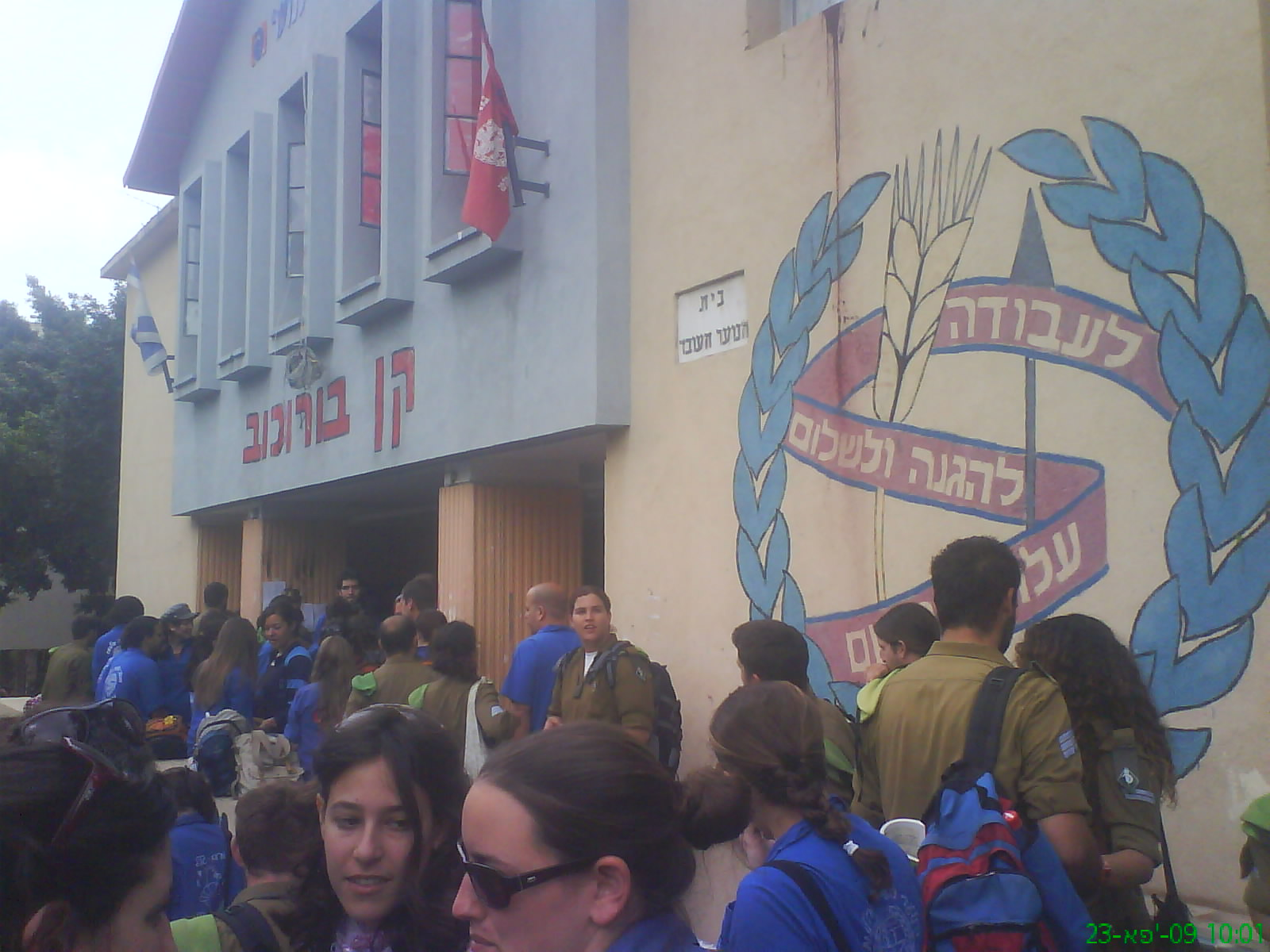
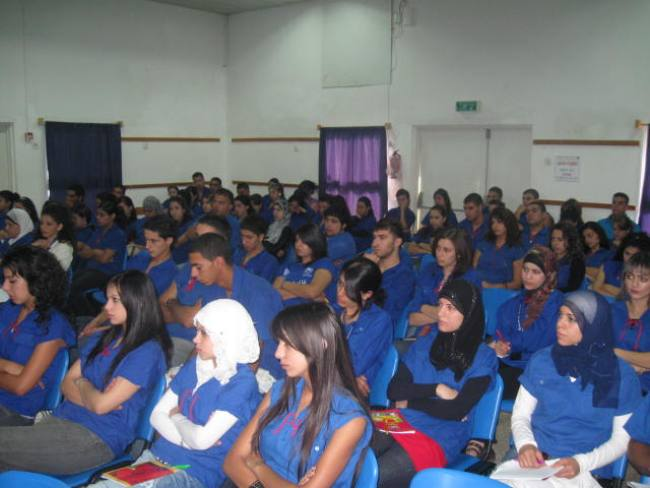
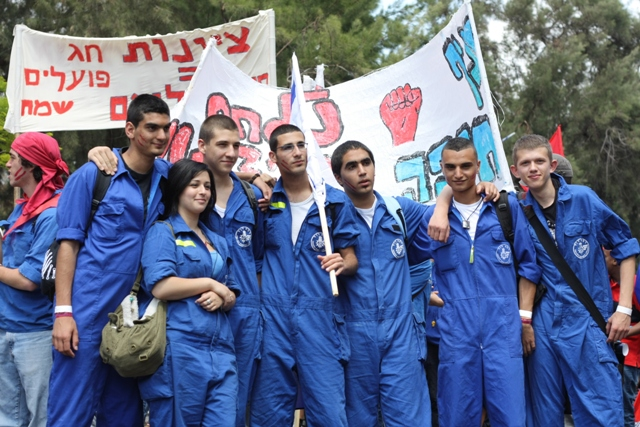
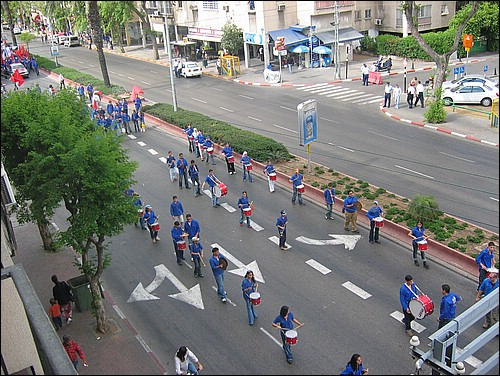